# Mačkovec pri Suhorju
Mačkovec pri Suhorju je naselje v Občini Metlika.